# Fran Lebowitz
Frances Ann Lebowitz (Morristown, 27 oktober 1950) is een Amerikaanse auteur, spreker   en acteur. Ze staat bekend om haar humoristische en ironische kijk op het Amerikaanse leven, besproken vanuit haar ervaringen in New York. Anno 2021 is ze te zien in de Netflix serie Pretend It's A City, waarin zij geïnterviewd wordt door Martin Scorsese en waarin zij haar kijk op het (voornamelijk New Yorkse) leven deelt. The New York Times heeft haar 'een moderne Dorothy Parker' genoemd. 

## Levensloop en opleiding
Lebowitz is geboren en getogen in Morristown (New Jersey). Ze had een zus, Ellen. Haar ouders waren Ruth en Harold Lebowitz, die eigenaar waren van Pearl's Upholstered Furniture, een meubelwinkel en een stoffeerwerkplaats. Ze ontwikkelde naar eigen zeggen van jongs af aan een obsessieve liefde voor lezen, waarbij ze ook tijdens de les stiekem las en haar huiswerk verwaarloosde. Lebowitz beschrijft haar Joodse identiteit als "etnisch of cultureel... of hoe men het nu noemt. Maar het is niet religieus." Ze zegt atheïst te zijn sinds haar zevende levensjaar.
Lebowitz was over het algemeen geen goede leerling, vooral in algebra, waar ze zes keer niet in slaagde. Na enige tijd hebben haar ouders haar ingeschreven voor de (inmiddels opgeheven) Wilson School, een particuliere bisschoppelijke meisjesschool in Mountain Lakes, waar haar cijfers weliswaar wat verbeterden, maar ze moeite had met de regels. Uiteindelijk werd Lebowitz geschorst wegens "aspecifieke norsheid".
Nadat ze van de middelbare school was gestuurd, behaalde Lebowitz haar certificaat voor General Educational Development (GED). Toen ze 18 was, ging ze bij haar tante in Poughkeepsie (staat New York) wonen. Ze verbleef daar zes maanden, waarna ze in 1969 naar de stad New York verhuisde. Haar vader stemde ermee in haar eerste twee maanden huur te betalen, op voorwaarde dat ze in het - alleen voor vrouwen bestemde - Martha Washington Hotel zou wonen. Daarna verbleef ze bij vrienden in appartementen in New York en in slaapzalen in Boston, waar ze overleefde door werkstukken voor studenten te schrijven. Op haar twintigste huurde ze een appartement in de New Yorkse wijk West Village. Om in haar levensonderhoud te voorzien, werkte ze als schoonmaakster, chauffeur, taxichauffeur en pornoschrijver. Lebowitz weigerde serveerster te worden, omdat ze beweerde dat geslachtsgemeenschap met de manager een voorwaarde was om in veel restaurants te kunnen werken.

## Carrière
Op 21-jarige leeftijd werkte Lebowitz voor Changes, een klein tijdschrift over radicaal-chique politiek en cultuur opgericht door Susan Graham Ungaro, de vierde vrouw van Charles Mingus (Amerikaanse bassist). Ze verkocht advertentieruimte en schreef vervolgens boek- en filmrecensies. Andy Warhol vroeg haar als columnist voor diens tijdschrift Interview, waar ze een column schreef met de titel I Cover the Waterfront. Dit werd gevolgd door een stuk bij het tijdschrift Mademoiselle. Gedurende deze jaren raakte ze bevriend met veel kunstenaars, onder wie met de fotografen Peter Hujar en Robert Mapplethorpe (die haar vaak foto's gaf, waarvan ze er in de jaren zeventig veel weggooide).
In 1978 werd haar eerste boek, Metropolitan Life, gepubliceerd. Het boek was een reeks komische essays, voornamelijk uitMademoiselle en Interview, met titels als "Succes zonder opleiding" en "Een paar woorden over een paar woorden". Ze zette vaak op een droge, humoristisch en wat cynische toon dingen uiteen die ze vervelend of frustrerend vond. Na de publicatie ervan werd Lebowitz een lokale beroemdheid, bezocht ze Studio 54 en verscheen ze op televisie. Haar tweede boek heeft de titel Social Studies (1981), en is wederom een verzameling komische essays voornamelijk uit  Mademoiselle en Interview. Jaren later, in 1994, verscheen The Fran Lebowitz Reader, waarin beide boeken waren opgenomen.

## Privé
Lebowitz is lesbienne. Ze heeft in enkele interviews gesproken over moeilijkheden in het liefdesleven. In 2016 legde ze uit: "Ik ben 's werelds beste dochter. Ik ben een geweldig familielid. Ik geloof dat ik een goede vriend ben. Ik ben een vreselijke vriendin. Dat was ik altijd al."
Ze was een lange tijd een goede vriend van schrijfster Toni Morrison.
Lebowitz staat bekend om haar weerstand tegen technologie. Ze heeft geen mobiele telefoon, computer of typemachine.